# Jean-Joël Perrier-Doumbé
Jean-Joël Perrier-Doumbé (París, Francia, 27 de septiembre de 1978) es un futbolista nacionalizado camerunés, quien juega de defensa y su club actual es el Toulouse en la Ligue 1.

## Biografía
Jean-Joël Perrier-Doumbé, también conocido como Joël Perrier-Doumbé o Joe Doumbé, nació en París (Francia), aunque también tiene nacionalidad camerunesa debido a que sus padres son de Camerún.
Empezó su carrera futbolística jugando de lateral derecho en las categorías inferiores del AJ Auxerre. Debuta con el primer equipo en Ligue 1 el 6 de septiembre de 2000 en el partido RC Lens 1-0 AJ Auxerre. Esa temporada Joe Doumbé disputa otros 9 partidos de liga. En 2003 se proclama campeón de la Copa de Francia, al derrotar en la final al Paris Saint-Germain por dos goles a uno.
Disputa un total de 50 partidos de liga con el AJ Auxerre antes de fichar el 2004 por el Stade Rennais FC, donde pronto se convierte en titular. En la temporada 2006-07 sufre una lesión en el brazo, la cual le aparta de los terrenos de juego unos meses. A su regreso las oportunidades de jugar disminuyeron.
Ante esta situación el 25 de enero de 2007 se marcha en calidad de cedido al Celtic de Glasgow escocés. Ese año llegó a la final de la Copa de Escocia, partido en el que Joe Doumbé consiguió el único gol del encuentro (Celtic de Glasgow 1-0 Dunfermline Athletic FC). Además el equipo se proclamó campeón de Liga. Debido a todo esto, y al buen rendimiento de Jean-Joël Perrier-Doumbé, el Celtic decide hacer efectiva la opción de compra en verano, y pagá al Stade Rennais 600000 euros para hacerse con los derechos del jugador. El 3 de octubre se lesiona de gravedad en el tendón de Aquiles en un partido de Liga de Campeones frente al AC Milan. Esa lesión no le permitió jugar durante unos meses, regresando a los terrenos de juego el 24 de marzo de 2008. Ese año consigue alzarse nuevamente con el título de Liga. 

## Selección nacional
Ha sido internacional con la Selección de fútbol de Camerún en 20 ocasiones.

### Participaciones internacionales
| Torneo                    | Sede    | Resultado  |
| ------------------------- | ------- | ---------- |
| Copa Confederaciones 2003 | Francia | Subcampeón |

## Clubes
| Club                                  | País    | Año           |
| ------------------------------------- | ------- | ------------- |
| Association de la Jeunesse Auxerroise | Francia | 2000–2004     |
| Stade Rennais Football Club           | Francia | 2004–2007     |
| Celtic Football Club                  | Escocia | 2007–2009     |
| Toulouse Football Club                | Francia | 2009–presente |

## Títulos
- 1 Copa de Francia (AJ Auxerre, 2003)
- 2 Ligas de Escocia (Celtic FC, 2007 y 2008)
- 1 Copa de Escocia (Celtic FC, 2007)